# Sierra de Cártama
La Sierra de Cártama es un macizo montañoso situado en Cártama, en la provincia de Málaga, Andalucía, España. 
Está situada entre el Valle del Guadalhorce y la Hoya de Málaga, entre los que se eleva como una isla. Se compone de dos pequeñas sierras; Espartales (436 m s. n. m.) y Llana (405 m), que juntas forman la Sierras de Cártama. La parte norte presenta pendientes elevadas, que se suavizan en las cotas más altas. El punto más alto se encuentra en la Sierra de los Espartales, en el Tajo de la Umbría (436 m s. n. m.), y el vértice geodésico a mayor altitud del municipio se encuentra en Sierra Llana, en el Pico del Águila (404 m s. n. m.).
La vegetación está constituida por matorral y pastizal mediterráneo; las especies que predominan en estos son la coscoja, el palmito y el tomillo. La Sierra de Cártama es lugar frecuente de incendios, a los que sobreviven milagrosamente los únicos sabinares de sabina marítima (Juniperus turbinata) del área periurbana de Málaga. En los escasos bosques predominan la encina, el algarrobo, el acebuche y el pino carrasco.
Entre la fauna destacan el águila calzada, que utiliza la zona como lugar de caza, y el águila perdicera, especie protegida. Además, también se pueden encontrar zorros, conejos, perdices y palomas torcaces entre otras especies de caza menor; y cabras montesas como única especie de caza mayor, estable, de la zona, además de jabalís.